# Valentina Duka
Valentina Duka (ur. 1 lutego 1959 w Korczy) – albańska historyczka i polityk, deputowana do Zgromadzenia Albanii.

## Życiorys
Córka Pandiego i Kaliopi. W roku 1983 ukończyła studia na Wydziale Historyczno-Filologicznym Uniwersytetu Tirańskiego i podjęła pracę w Instytucie Historii Albańskiej Akademii Nauk. W roku 1989 obroniła pracę doktorską pt. Qytetet e Shqipërisë në vitet 1912-1924 (Miasta Albanii w latach 1912-1924). W latach 1997–1998 odbyła specjalizację na Uniwersytecie Waszyngtońskim w ramach programu stypendialnego Fullbrighta.
Od 1993 prowadzi wykłady dla studentów Uniwersytetu Tirańskiego. W latach 1994–1997 pełniła funkcję dziekana Wydziału Historyczno-Filologicznego Uniwersytetu Tirańskiego, w latach 2008-2015 prodziekana wydziału. W styczniu 2008 wystartowała w wyborach na rektora Uniwersytetu Tirańskiego, ale przegrała w rywalizacji z Dhori Kule. Ponownie wybrana na stanowisko dziekana w roku 2016.
Dorobek naukowy Valentiny Duki obejmuje dwie monografie, opracowanie źródłowe, a także ponad 50 artykułów naukowych. Większość prac dotyczy historii Albanii w I połowie XX wieku, a także historii diaspory albańskiej i relacji Albanii z państwami regionu bałkańskiego.
Działaczka Demokratycznej Partii Albanii. W wyborach do parlamentu w roku 2017 zajmowała pierwsze miejsce na liście kandydatów DPA w okręgu Korcza, zdobyła mandat deputowanej, ale w kwietniu 2019 zrezygnowała z mandatu.
Jest mężatką (mąż Ferit Duka jest także historykiem), ma syna Artana.

## Publikacje
- 1995: Albania and the surrounding world (współautorka)
- 1997: Qytetet e Shqipërisë në vitet 1912-1924 (Miasta Albanii w latach 1912-1924)
- 2001: Shqiptarët në rrjedhat e shekullit XX
- 2002: Dokumente Britanike për Shqipërinë dhe shqiptarët (Albania i Albańczycy w dokumentach brytyjskich, opr. i red.)
- 2003: Çështje të historisë bashkëkohore të shqiptarëve (Kwestia współczesnej historii Albańczyków)
- 2007: Histori e Shqipërisë: 1912-2000 (Historia Albanii: 1912-2000)